# Igor' Šulepov
Igor' Jur'evič Šulepov (in russo Игорь Юрьевич Шулепов?; Ekaterinburg, 16 novembre 1972) è un allenatore di pallavolo ed ex pallavolista russo.
Giocava nel ruolo di schiacciatore. Allena l'Ural

## Palmarès

### Club

#### Giocatore
- Campionato russo: 2

1996-97, 2006-07
- Coppa di Russia: 1

2004

### Premi individuali
- 1996 - Superliga russa: MVP
- 1997 - Superliga russa: MVP